# Aptenodytes
Az Aptenodytes a madarak (Aves) osztályának pingvinalakúak (Sphenisciformes) rendjébe, ezen belül a pingvinfélék (Spheniscidae) családjába és a Spheniscinae alcsaládjába tartozó nem.

## Tudnivalók
A két legnagyobb élő pingvinfaj tartozik ebbe a madárnembe. Nagyságuk 90–122 centiméter, de ettől eltekintve is hosszú, karcsú csőrükkel is különböznek a többi pingvinektől. Szárnyaik a repülést elhagyva az úszáshoz alkalmazkodtak.
Az alaktani és molekuláris adatok szerint ez a pingvinnem a családon belül egy bazális, azaz kezdetleges ágat képez. Az Aptenodytes nevű madárnem arról az ős főágról szakadt le, melyből később az összes többi élő pingvinfaj fejlődött ki. A DNS-vizsgálatok alapján a leválás, körülbelül 40 millió éve történt meg. Ez az új eredmény megjósolta azt a próbálkozást, melyben a pingvineket az életmódjuk szerint csoportosították; e próbálkozás szerint is az Aptenodytes taxon bazális ága a pingvineknek.

## Rendszerezés
A nembe az alábbi 2 recens faj és 1 fosszilis faj tartozik:
- császárpingvin (Aptenodytes forsteri) G. R. Gray, 1844[7]
- királypingvin (Aptenodytes patagonicus) Miller, JF, 1778[8] - típusfaj
- †Aptenodytes ridgeni Simpson, 1972[9] - pliocén

### Fordítás
- Ez a szócikk részben vagy egészben  az   Aptenodytes című angol Wikipédia-szócikk ezen változatának fordításán alapul.  Az eredeti cikk szerkesztőit annak laptörténete sorolja fel. Ez a jelzés csupán a megfogalmazás eredetét és a szerzői jogokat jelzi, nem szolgál a cikkben szereplő információk forrásmegjelöléseként.